# Lomariopsis recurvata
Lomariopsis recurvata là một loài thực vật có mạch trong họ Lomariopsidaceae. Loài này được Fée mô tả khoa học đầu tiên năm 1845.